# Мейджъл Барет
Мейджъл Барет-Родънбъри (родена на 23 февруари, 1932 в Колумбус) е американска актриса. 

## Биография
Тя е вдовица на телевизионния режисьор, продуцент, сценарист и създател на Стар Трек Джин Родънбъри.
Тя и Джин се женят на 6 август, 1969 в Япония.
Известна е с ролята си в сериала Стар Трек: Оригинални серии.
През 1996 г. Мейджъл Барет участва в епизод от третия сезон на научнофантастичния сериал Вавилон 5, наречен „The Point Of No Return“. Тя играе ролята на лейди Морела – вдовица на починалия император на Република Сентари.

## Избрана филмография
| година | филм                             | оригинално заглавие           | роля                     | режисьор          | бележки   |
| ------ | -------------------------------- | ----------------------------- | ------------------------ | ----------------- | --------- |
| 1979   | Стар Трек: Филмът                | Star Trek: The Motion Picture | мед.сестра Кристин Чапел | Робърт Уайз       |           |
| 1986   | Стар Трек IV: Пътуване към вкъщи | Star Trek IV: The Voyage Home | командир Чапел           | Ленърд Нимой      |           |
| 1994   | Стар Трек: Космически поколения  | Star Trek Generations         | компютър (глас)          | Дейвид Карсън     |           |
| 1996   | Стар Трек VIII: Първи контакт    | Star Trek: First Contact      | компютър (глас)          | Джонатан Фрейкс   |           |
| 2002   | Стар Трек: Възмездието           | Star Trek Nemesis             | компютър (глас)          | Стюарт Баирд      |           |
| 2009   | Стар Трек                        | Star Trek                     | компютър (глас)          | Джей Джей Ейбрамс | посмъртно |